# Національна Асамблея Замбії
Національна Асамблея Замбії — однопалатний законодавчий орган (парламент) Замбії.
У Національну Асамблею входять 158 депутатів. 150 депутатів обираються за мажоритарними округами. Решта 8 депутатів призначаються указом президента. Термін їх повноважень — 5 років.

## Результати виборів до Національної Асамблеї Замбії
| Партія                                                         | Вибори за роком | Вибори за роком | Вибори за роком | Вибори за роком | Вибори за роком | Вибори за роком | Вибори за роком |
| Партія                                                         | 1964            | 1968            | 1991            | 1996            | 2001            | 2006            | 2011            |
| -------------------------------------------------------------- | --------------- | --------------- | --------------- | --------------- | --------------- | --------------- | --------------- |
| Єдина національно-незалежна партія                             | 55              | 81              | 25              | -               | 13              | -*              | -               |
| Рух за багатопартійну демократію                               | -               | -               | 125             | 131             | 69              | 74              | 55              |
| Патріотичний фронт                                             | -               | -               | -               | -               | 1               | 44              | 60              |
| Єдина партія національного розвитку                            | -               | -               | -               | -               | 49              | -*              | -               |
| Форум за демократію та розвиток                                | -               | -               | -               | -               | 12              | -*              | 1               |
| Єдиний демократичний альянс                                    | -               | -               | -               | -               | -               | 27*             | -               |
| Єдина ліберальна партія                                        | -               | -               | -               | -               | -               | 2               | -               |
| Партія спадщини                                                | -               | -               | -               | -               | 4               | -               | -               |
| Національно-демократичний фокус                                | -               | -               | -               | -               | -               | 1               | -               |
| Замбійська республіканська партія                              | -               | -               | -               | -               | 1               | -               | -               |
| Національний африканський конгрес                              | 10              | 23              | -               | -               | -               | -               | -               |
| Національна прогресивна партія                                 | 10              | -               | -               | -               | -               | -               | -               |
| Національна партія                                             | -               | -               | -               | 5               | -               | -               | -               |
| Порядок денний для Замбії                                      | -               | -               | -               | 2               | -               | -               | -               |
| Замбійський демократичний конгрес                              | -               | -               | -               | 2               | -               | -               | -               |
| незалежні партії                                               | -               | -               | -               | 10              | 1               | 2               | 3               |
| інші                                                           | -               | 1               | -               | -               | -               | -               | -               |
| Всього                                                         | 75              | 105             | 150             | 150             | 150             | 150             | 159             |
| *ОННП, ЄПНР та ФДР оскаржували вибори 2006 року з альянсом ЄДА |                 |                 |                 |                 |                 |                 |                 |